# Thermastrocythere harti
Thermastrocythere harti är en kräftdjursart som beskrevs av Hobbs och Walton 1966. Thermastrocythere harti ingår i släktet Thermastrocythere och familjen Entocytheridae. Inga underarter finns listade i Catalogue of Life.